# Aptenopedes robusta
Aptenopedes robusta är en insektsart som beskrevs av Morgan Hebard 1936. Aptenopedes robusta ingår i släktet Aptenopedes och familjen gräshoppor. Inga underarter finns listade i Catalogue of Life.